# ناوگروه هواپیمابر نبرد

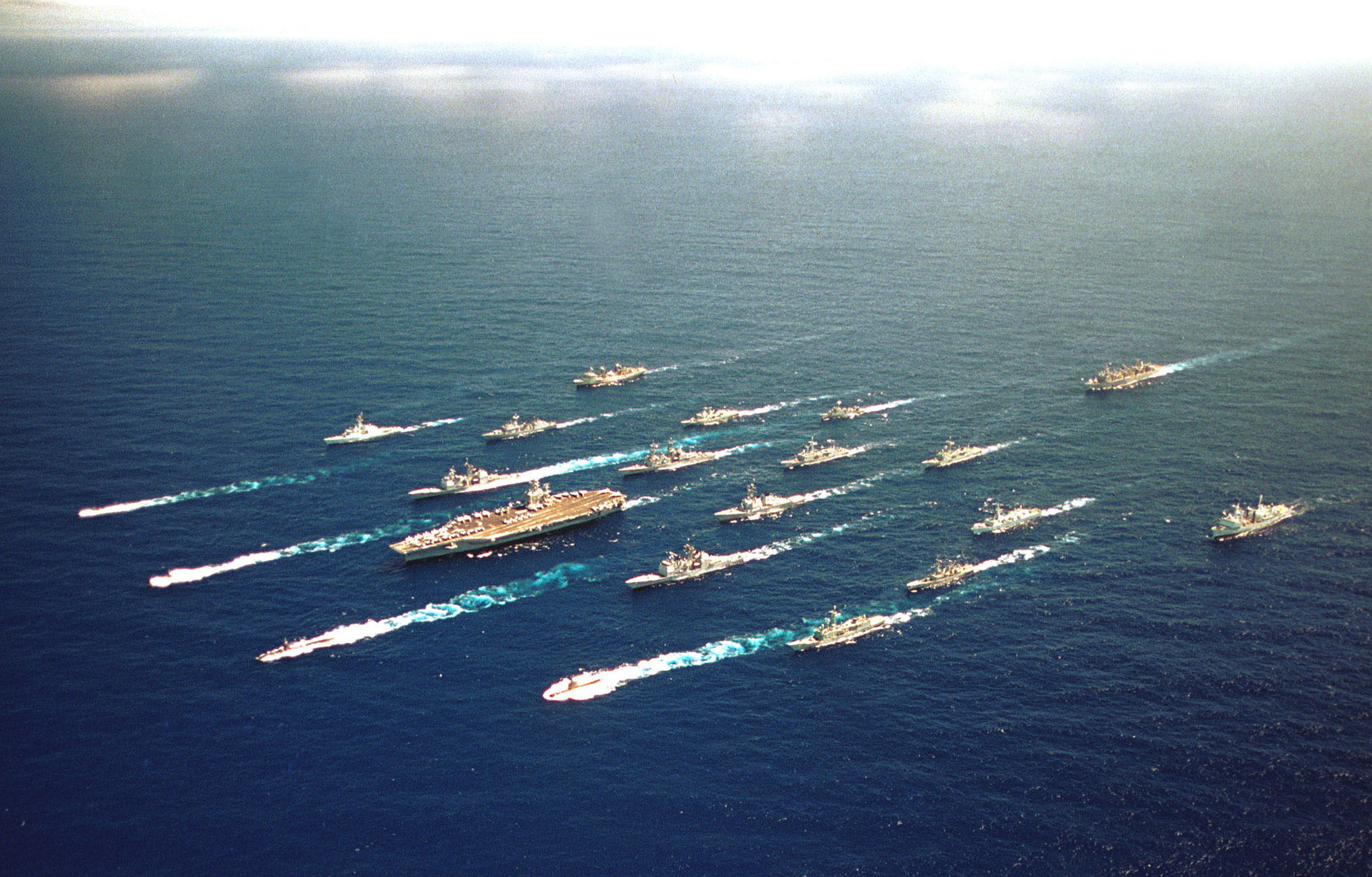
تصویری از ناوگروه نبرد یواس‌اس آبراهام لینکلن در جریان یک مانور تمرینی در سال ۲۰۰۰

ناوگروه هواپیمابر نبرد (انگلیسی: Carrier battle group) یا به اختصار CVBG، به ناوگانی متشکل از یک ناو هواپیمابر پایگاه (اصلی) و چندین ناو بزرگ مشایعت‌کننده و همراه است که با هم یک ناوگروه را تشکیل می‌دهند.
نخستین گروه ضربت دریایی متشکل از چند ناو جنگی درست پیش از، و در حین جنگ جهانی دوم ایجاد شدند. نیروی دریایی امپراتوری ژاپن (IJN) نخستین نیروی دریایی بود که بسیاری از ناوهای حامل را در یک گروه ضربت واحد به نام کیدو بوتایی گردآوری کرد. این گروه ضربت با تأثیری ویرانگر در جریان حمله ژاپن به پرل هاربر مورد استفاده قرار گرفت. کیدو بوتای تا هنگامی که چهار ناو آن در نبرد میدوی غرق شدند، به‌عنوان ناوگروه نبرد اصلیِ نیروی دریایی امپراتوری ژاپن عمل می‌کردند. از طرفی، نیروی دریایی ایالات متحده آمریکا ناوهای بزرگ خود را در تشکل‌های جداگانه سازماندهی کرده‌است و هر ناو هواپیمابر، رزمناو اسکورت و ناوشکن‌های اختصاصی خود را دارد. این سازماندهی‌های تک‌حامل اغلب برای انجام وظایف و عملیاتی خاص انجام می‌شود، مثلاً نبرد دریای مرجان و نبرد میدوی. با این حال، در سال ۱۹۴۳، تعداد زیادی ناوگان و ناوگروه‌های سبک ایجاد شد که به تشکیلات بزرگتر از سه یا چهار ناو نیاز داشتند. این گروه‌ها در نهایت «ناوگروه ضربت سریع» را تشکیل دادند که به واحد عملیاتی اصلی ناوگان سوم و پنجم ایالات متحده آمریکا تبدیل شد.
با ساخت «اَبَـر ناوهای» بزرگ در دوران جنگ سرد، عمل به‌کارگیری هر ناو اصلی حمل‌کننده در یک آرایش واحد دوباره رواج یافت. در طول جنگ سرد، نقش اصلی ناوگروه هواپیمابر در صورت درگیری با شوروی، حفاظت از مسیرهای تدارکاتی اقیانوس اطلس میان ایالات متحده آمریکا و متحدانش در ناتو در اروپا بود، در حالی که وظیفهٔ نیروی دریایی شوروی قطع این خطوط دریایی بود که اساساً کاری به مراتب ساده‌تر محسوب می‌شد. از آنجا که اتحاد جماهیر شوروی هیچ ناو هواپیمابر بزرگی در اختیار نداشت، بروز نبرد یک‌به‌یک میان ناوهای هواپیمابر نامحتمل بود. با این حال، مأموریت اصلی زیردریایی‌های تهاجمی نیروی دریایی شوروی این بود که همه ناوگروه‌های نبرد متحدین را ردیابی کنند و در زمان وقوع درگیری، ناوها را غرق کنند. با درک این تهدید، «ناوگروه هواپیمابر» منابع عظیمی را برای پروژه‌های جنگ ضدزیردریایی خود صرف کرد.